# 愛內里菜
愛內里菜（日语：／ Aiuchi Rina，1980年7月31日—），日本女性歌手，出身於大阪府東大阪市。本名垣内里佳子。2000年歌手出道，2010年因病引退。2013年宣布改名垣内RIKA，2015年起使用本名垣内里佳子重新开始音乐活动。

## 介紹
愛內里菜一直以來就非常喜愛唱歌，為聽眾歌唱，為自己歌唱。自幼即常在她母親前歌唱表演，稍長一些時，則開始音樂訓練：學習鋼琴。由於出眾的技藝，小愛內里菜從幼稚園到小學時代皆是班上的鋼琴手。
「我非常幸運，一路走來，身邊都圍繞著很多良師益友；」里菜如此說著。「同時也是因為這些年來所遇到的貴人們，而開啟我通往實現音樂夢想的大道。深感受惠於這麼多人的引導與教誨，我一直期許自己在工作上要持續更加努力；他們已成為我自信與力量的泉源」。
這位年紀輕輕才華洋溢的女孩，最迷人的地方大概就是她說話嗓音雖如卡通人物般地可愛，卻同時有著一副中氣十足的好歌喉；愛內里菜使人無法抵擋的魅力之一，應該也就是她這特別的強烈對比：似動畫人物般可愛的聲音加上強而有力的現場演唱風采。里菜的魅力在她自己所填寫的歌詞中更展露無疑；縱然里菜以頗具力量的歌聲傳達她親手填詞的音樂，細細讀著她的字語，我們會發現她歌詞中展現的是較為遮護住，且有些受驚的另一面個性。「嘗試著要堅強，沒錯，那也是屬於我的一部份，可是在同時，另一部份的我也對這個世界感到害怕。無論是軟弱的一面，或堅強的一面……我都不想隱瞞，所以我很努力的藉由歌詞與音樂來表達自己所有的一切，就如同對我親密的好友吐露心聲一般。」
愛內里菜因健康（甲狀腺）問題，於2010年7月30日的歌迷聚會上突然宣佈引退，在9月26日完成巡迴演唱後結束演藝生涯。兩年後開創寵物狗商品品牌「Bon Bon Copine」，目前全部商品在網路上銷售量已超過五千萬元。
2015年，愛內里菜在電視節目《THEカラオケ★バトル　スペシャル》登場，是她自引退之後首度於電視節目中亮相。

## 發行作品

### 单曲

#### 單曲銷售排行
| 順序 | 作品                                             | 發行日期       | 銷售數量 |
| ---- | ------------------------------------------------ | -------------- | -------- |
| 1    | NAVY BLUE                                        | 2001年10月3日  | 12.7萬   |
| 2    | 戀愛是冒險、驚喜、恐懼                           | 2000年10月25日 | 10.5萬   |
| 3    | I can't stop my love for you♥                    | 2002年4月10日  | 10.1萬   |
| 4    | Sincerely Yours／Can you feel the POWER OF WORDS | 2002年8月1日   | 8.1萬    |
| 5    | 在風平浪靜的深海擁抱                             | 2003年1月15日  | 7.3萬    |
| 6    | FULL JUMP                                        | 2003年5月14日  | 7.2萬    |

|      | 發售日         | 單曲                                                                       | 編號                            |
| ---- | -------------- | -------------------------------------------------------------------------- | ------------------------------- |
| 1st  | 2000年3月23日  | Close To Your Heart                                                        | GZCA-1026                       |
| 2nd  | 2000年5月31日  | It's crazy for you                                                         | GZCA-1033                       |
| 3rd  | 2000年7月26日  | Ohh! Paradise Taste!!                                                      | GZCA-1041                       |
| 4th  | 2000年10月25日 | 戀愛是驚險、衝擊、懸疑                                                     | GZCA-1049                       |
| 5th  | 2001年4月11日  | FAITH                                                                      | GZCA-1067                       |
| 6th  | 2001年6月27日  | Run up                                                                     | GZCA-1087                       |
| 7th  | 2001年10月3日  | NAVY BLUE                                                                  | GZCA-2014                       |
| 8th  | 2002年2月14日  | Forever You 〜永遠與你在一起〜                                             | GZCA-2028                       |
| 9th  | 2002年4月10日  | I can't stop my love for you ♥                                             | GZCA-2033                       |
| 10th | 2002年8月1日   | Sincerely Yours／Can you feel the POWER OF WORDS                           | GZCA-2043                       |
| 11th | 2002年11月20日 | Deep Freeze                                                                | GZCA-7002                       |
| 12th | 2003年1月15日  | 在風平浪靜的深海擁抱                                                       | GZCA-7010                       |
| 13th | 2003年5月14日  | FULL JUMP                                                                  | GZCA-7015                       |
| 14th | 2003年7月30日  | Over Shine                                                                 | GZCA-7026                       |
| 15th | 2003年10月15日 | 空氣                                                                       | GZCA-7033                       |
| 16th | 2004年4月28日  | Dream×Dream                                                                | GZCA-7047                       |
| 17th | 2004年5月26日  | START                                                                      | GZCA-7048                       |
| 18th | 2004年10月20日 | Boom-Boom-Boom                                                             | GZCA-4006                       |
| 19th | 2005年5月4日   | 火紅熱情的鼓動                                                             | GZCA-4038                       |
| 20th | 2005年11月2日  | ORANGE★NIGHT                                                               | GZCA-4053                       |
| 21st | 2006年3月29日  | GLORIOUS／PRECIOUS PLACE                                                   | GZCA-7067                       |
| 22nd | 2006年5月3日   | MIRACLE                                                                    | GZCA-7072                       |
| 23rd | 2007年1月1日   | 薔薇開了 又散了                                                            | GZCA-7082                       |
| 24th | 2007年8月15日  | Mint                                                                       | GZCA-7094                       |
| 25th | 2007年12月19日 | 在無法入眠的夜晚/PARTY TIME PARTY UP PARTY TIME PARTY UP／在無法入眠的夜晚 | GZCA-7100〜7101 GZCA-7102〜7103 |
| 26th | 2008年5月7日   | I believe you 〜愛的花朵〜                                                 | GZCA-4103 GZCA-7188             |
| 27th | 2008年10月15日 | 與你相逢 〜good bye my days〜                                              | GZCA-4114 GZCA-7125             |
| 28th | 2008年12月17日 | Friend／以素顏活出自我                                                     | GZCA-7134 GZCA-4117〜4118       |
| 29th | 2009年2月11日  | 愛的話語                                                                   | GZCA-4119                       |
| 30th | 2009年7月22日  | STORY/SUMMER LIGHT SUMMER LIGHT／STORY                                     | GZCA-4128 GZCA-7146 GZCA-7147   |
| 31st | 2009年10月21日 | MAGIC                                                                      | GZCA-7152〜7153                 |
| 32nd | 2010年7月28日  | HANABI                                                                     | GZCA-7158〜7159                 |

#### 數位單曲
|     | 發售日        | 單曲        |
| --- | ------------- | ----------- |
| 1st | 2010年4月14日 | GOOD DAYS   |
| 2nd | 2010年5月26日 | Sing a Song |
| 3rd | 2010年6月23日 | C・LOVE・R  |

### 原創專輯
|     | 发售日         | 单曲标题       | 规格编号        |
| --- | -------------- | -------------- | --------------- |
| 1st | 2001年1月24日  | Be Happy       | GZCA-1057       |
| 2nd | 2002年5月15日  | POWER OF WORDS | GZCA-5015       |
| 3rd | 2003年10月15日 | A.I.R          | GZCA-5036       |
| 4th | 2004年12月15日 | PLAYGIRL       | GZCA-5060〜5061 |
| 5th | 2006年5月31日  | DELIGHT        | GZCA-5079       |
| 6th | 2008年5月21日  | TRIP           | GZCA-5130〜5131 |
| 7th | 2009年3月25日  | THANX          | GZCA-5180〜5182 |
| 8th | 2010年9月15日  | LAST SCENE     | GZCA-5226〜5227 |

### 精選輯
|     | 发售日         | 单曲标题                                    | 规格编号        |
| --- | -------------- | ------------------------------------------- | --------------- |
| 1st | 2003年12月17日 | Single Collection                           | GZCA-5046       |
| 2nd | 2009年12月16日 | ALL SINGLES BEST 〜THANX 10th ANNIVERSARY〜 | GZCA-5205〜5210 |
| 3rd | 2010年3月24日  | COLORS                                      | GZCA-5219       |
| 4th | 2010年12月     | RINA AIUCHI PREMIER BOX 2000-2010           | GZRA-0731       |

### Remix Album
| 序号 | 发售日        | 标题                                              |
| ---- | ------------- | ------------------------------------------------- |
| 1st  | 2003年7月30日 | RINA AIUCHI REMIXES～Cool City Production vol.5～ |
| 2nd  | 2011年9月28日 | Forever Songs～Brand New Remixes～                |

### Compilation Album
- （2000/11/29）
  - 收錄名偵探柯南片頭主題曲
- GIZA studio R&B RESPECT vol.1～six sisters selection～（2001/12/05）
  - 收錄翻唱 Gloria Gaynor 的歌曲「I Will Survive」
- GIZA studio Masterpiece BLEND 2001（2001/12/19）
  - 收錄「Run up」及「NAVY BLUE」
- GIZA studio MAI-K & FRIENDS HOTROD BEACH PARTY（2002/07/17）
  - 收錄翻唱 THE BEACH BOYS 歌曲「SHUT DOWN, DO YOU WANNA DANCE?」，以及參與「BARBARA ANN」合音
- GIZA Studio Masterpiece BLEND 2002（2002/12/18）
  - 收錄「I can't stop my love for you」、「POWER OF WORDS」、「Deep Freeze」
- （2003/12/10）
  - 收錄名偵探柯南片頭主題曲「I can't stop my love for you」
- GIZA Studio Masterpiece BLEND 2003（2003/12/17）
  - 收錄「FULL JUMP ～All That Jazz mix～」、「Over Shine」、「∞INFINITY」
- ！ MEMORIAL ～Sweat and Tears～（2004/09/29）
  - 收錄「Forever You ～～」
- It's TV SHOW!! ～TBS  &  BEST～（2004/10/27）
  - 收錄「NAVY BLUE」
- THE BEST OF DETECTIVE CONAN ～The Movie Themes Collection～（2006/12/13）
  - 收錄主題曲「Dream×Dream」
- （2007/03/14）
  - 收錄「MIRACLE」
- （2008/08/06）
  - 收錄「START」「Dream×Dream」
- （2008/12/24）
  - 收錄「NAVY BLUE」
- （2008/12/24）
  - 收錄名偵探柯南片頭主題曲
- Christmas Non-Stop Carol（2010/12/01）
  - 收錄「JOY TO THE WORLD」
- GIZA studio presents -Girls-（2011/10/12）
  - 收錄「FULL JUMP」「Dream×Dream」

### 合作歌曲
- （2003/11/26）
  - 收錄於B'z松本孝弘專輯「THE HIT PARADE」
- （2005/07/13）
  - 收錄於專輯
- 愛內里菜＆三枝夕夏（合音:Sparkling☆Point）（2006/06/14）
  - 為紀念名偵探柯南十週年而合作，由作曲家大野克夫跨刀作曲
- （2006/08/23）
  - 睽違18年的復活新作，與TUBE、織田哲郎、亞蘭知子、Miyu等人合作的歌曲
- 愛內里菜＆三枝夕夏（2007/04/11）
  - 名偵探柯南劇場版第11彈劇場版主題曲。

### DVD
1. PREMIER SHOT #1（BMBD-7004） 2001年12月5日
2. RINA AIUCHI LIVE TOUR 2002 "POWER OF WORDS"（BMBD-7008） 2002年7月17日
3. PREMIER SHOT #2（ONBD-7027） 2003年6月25日
4. 里菜♥祭り 2003（ONBD-7028〜7029) 2003年9月25日
5. RINA AIUCHI LIVE TOUR 2003 "A.I.R"（ONBD-7033） 2004年3月22日
6. 里菜♥祭り 2004（ONBD-7037〜7038） 2004年11月3日
7. PREMIER SHOT #3（ONBD-7052） 2005年7月27日
8. 里菜♥祭り 2005（ONBD-7057〜7058） 2005年9月28日
9. 里菜♥祭り 2006（ONBD-7071〜7072） 2006年11月1日
10. RINA AIUCHI VALENTINE LIVE 2007（ONBD-7080） 2007年5月23日
11. PREMIER SHOT #4 VISUAL COLLECTION（GZBA-8006） 2008年10月15日
12. RINA AIUCHI THANX 10th ANNIVERSARY LIVE -MAGIC OF THE LOVE-（GZBA-8012〜8013） 2010年7月28日
13. RINA AIUCHI LAST LIVE 2010 -LAST SCENE-（GZBA-8016〜8017） 2010年12月31日

### GIZA演唱會的DVD
1. （2002/02/14）
2. GIZA studio MAI-K & FRIENDS HOTROD BEACH PARTY Vol.1 ～2002夏～（2002/11/27）

### Book
1. made in RINA 2002（2002/05/15）
2. made in RINA 2003（2003/10/15）

## 演唱會
- 《rina aiuchi club circuit "Be Happy"》  舉行日期:  2001年1月23日至2月24日  於全國9所club演唱
- 《RINA AIUCHI LIVE TOUR 2002 "POWER OF WORDS"》  舉行日期:  2002年5月16至2002年6月12日  於全國6所地方舉行8場演唱會
- 《SEA BREEZE PRESENTS MAI-K＆FRIENDS HOTROD BEACH PARTY》  舉行日期:  2002年7月26日至2002年9月10日  於淡路夢舞台）舉行戶外演唱會，主演嘉賓有倉木麻衣及其他歌手.
- 《愛內里菜 & her friends》  舉行日期:  2002年10月24日 由「e-Drive2002(Broadband Business Solution to the next"REAL"）」舉辦.
- 《MITSUBISHI MORTORS "COLT" presents FM FESTIVAL'02 愛内里菜 with Friends Special Live》  舉行日期:  2002年12月12日
- 《RINA AIUCHI  "R-Live"》  舉行日期:  2003年1月19日、2003年1月28日、2003年1月30日  於關西3處地方巡迴演唱
- 《Windows Media 9 Series DIGITAL MEDIA Night》  舉行日期:  2003年1月29日  與倉木麻衣及GARNET CROW參與演出.
-   舉行日期:  2003年2月13日、14日、17日、18日  與倉木麻衣及GARNET CROW於日本武道館、參與演出.
- 《ViVi night VI Fresh Spring ! 2003 SPECIAL LIVE》  舉行日期:  2003年4月4日
-   舉行日期:  2003年7月24日
- 《里菜祭り 2003》  舉行日期:  2003年7月31日  於舉行，共40名演出者參與演出
- 《RINA AIUCHI "R-Livevol.2"》  舉行日期:  2003年8月9日至2003年8月30日  以「RADIENCE」為主題，於橫濱、廣島、岡山的Live House舉辦
-   舉行日期:  2003年8月11日
-   舉行日期:  2003年8月21日
- 《RINA AIUCHI LIVE TOUR 2003 "A.I.R"》  舉行日期:  2003年11月8日至22日  於全國4個地方進行4場演唱
- 《愛內里菜 EXTRA LIVE "A.I.R" Aiuchi In Rockosai 2003》  舉行日期:  2003年11月9日  慶祝神戶大學學園祭「六甲祭」的首場學園祭演唱會
- 《第54回 NHK 紅白歌唱大賽》  舉行日期:  2003年12月31日　里菜首度參加紅白歌唱大賽，演唱「FULL JUMP」
-   舉行日期: 2004年1月8日
- 《RINA VALENTINE LIVE》  舉行日期:  2004年2月14日 於「新木場STUDIO COAST」舉行
- 《THURSDAY LIVE at hills パン工場 1周年記念 Night》  舉行日期:  2004年3月18日
- 《RINA AIUCHI “R-Livevol.3”》  舉行日期:  2004年3月22日至4月2日 於北陸地方巡迴
-   舉行日期:  2004年7月28日
-   舉行日期:  2004年7月31日及8月3日 於大阪及橫濱舉行，以Jungle為主題.
- 京都文教大學舉行學園祭  舉行日期:  2004年11月6日
-   舉行日期:  2004年12月1日
- 《NHK日韓友情音楽祭2005 ～JAPANKOREA DREAM LIVE～》 (日韓國幫交回復40週年友情活動) 舉行日期:  2005年1月1日
- 《RINA AIUCHI VALENTINE LIVE 2005 -GIRLS PLAY BOYS-》  舉行日期:  2005年2月10日及12日  於橫濱與大阪舉行
- 《Animero Summer Live 2005 -THE BRIDGE-》  舉行日期:  2005年7月10日 地點:
-   舉行日期:  2005年7月21日
-   舉行日期:  2005年7月31日
-   舉行日期:  2005年8月11日
-   舉行日期:  2005年11月17日
-   舉行日期:  2006年1月5日
- 《THURSDAY LIVE at hills  Rina Aiuchi Valentine Live 2006 “Valentine special NIGHT with U-ka saegusa IN db”》  舉行日期:  2006年2月15~17日
- 《THURSDAY LIVE at hills 　hills》  舉行日期:  2006年5月13.14日
- 《RINA AIUCHI SPECIAL LIVE 2006 “MIRACLE 2 DAYS” ～Saturday Night & Sunday Night～》  舉行日期:  2006年3月23日
- 《RINA AIUCHI LIVE TOUR 2006“DELIGHT”》 舉行日期:  2006年6月8日至2006年7月14日 共演6場
- 《Animero Summer Live 2006 -OUTRIDE-》  舉行日期:  2006年7月8日
- 《THURSDAY LIVE at hills 　里菜祭り 2006 REHEARSAL NIGHT》  舉行日期:  2006年7月20日
-   舉行日期: 2006年7月30日 於大阪城野外音樂堂舉行，表演嘉賓有北原愛子、竹井詩織里、上木彩矢
-   舉行日期:  2007年1月4日
- 《RINA AIUCHI VALENTINE LIVE 2007》  舉行日期:  2007年2月17.18日　地點：　17 日為限定女子入場的場次，18 日則是為限定男子入場的場次
-   舉行日期: 2007年7月29日 今年迎接 5 週年的里菜祭於大阪城野外音樂堂舉行，表演嘉賓有三枝夕夏 IN db、宇浦冴香
-   舉行日期: 2008年7月26日 今年迎接 6 週年的里菜祭於ZEPP OSAKA舉行，無表演嘉賓。

## 電視節目
- 由自己擔任主持的節目《A RINA★SHOW》於2001年8月18日首播。

## 舞台劇
- 《tick,tick...BOOM!》 主要演員：愛內里菜、山本耕史、Gary Adkins
公演日期：2006年10月27日至2006年12月8日，共演24場

## 獲得獎項
2000年—獲得由日本有線大賞之優秀新人賞.
2002年—獲得2002 NAIL FESTIVAL 藝人Nail Best Styling大獎
2003年—連續2年獲得由Nail Festival in OSAKA頒發的獎賞
2004年—連續3年獲得由Nail Festival in OSAKA頒發的獎賞

## 網站
- 愛內里菜日本官方網頁 （页面存档备份，存于）
- 愛内里菜部落格 （页面存档备份，存于）